# Фаедо Валтелино
Фаедо Валтелино (итал. Faedo Valtellino) је насеље у Италији у округу Сондрио, региону Ломбардија.
Према процени из 2011. у насељу је живело 539 становника. Насеље се налази на надморској висини од 550 м.

## Становништво
Према резултатима пописа становништва 2011. у општини је живело 545 становника.
| 1936. | 1951. | 1961. | 1971. | 1981. | 1991. | 2001. | 2011. |
| ----- | ----- | ----- | ----- | ----- | ----- | ----- | ----- |
| 538   | 596   | 616   | 575   | 580   | 577   | 539   | 545   |